# Voigtov pojav
Voigtov pojav se kaže v dvolomnosti, ki se jo opazi pri prehodu svetlobe skozi prozorno tekočino ali plin (paro) v prisotnosti prečnega magnetnega polja. Pojav se uvršča med magnetooptične pojave. Imenujejo ga tudi magnetna dvolomnost. Odkril ga je v letu 1898 nemški fizik Woldemar Voigt (1850 – 1919). 

## Opis pojava
Voigtov pojav je podoben Faradayevemu pojavu, kjer se smer polarizacije svetlobe zavrti med potovanjem skozi prozorno tekočino ob prisotnosti magnetnega polja. Voigtov pojav je podoben, razlika je samo v tem, da ima Voigtov pojav kvadratno odvisnost od magnetnega polja, Faradayev pa linearno. Pojav ni tako močan kot je Cotton-Moutonov pojav, ki je podoben.
Lomna količnika rednega in izrednega žarka se pri Voigtovem pojavu razlikujeta za:
{\displaystyle \Delta n\propto B^{2}\!\,,}
kjer je 
- {\displaystyle B\!\,} – gostota magnetnega polja